# چوی-آتاسوو
چوی-آتاسوو (انگلیسی: Chuy-Atasevo) یک شهرک در شهرستان ایلیشفسکی استان باشقیرستان کشور روسیه است.